# Municipio de San Luis Río Colorado
El municipio de San Luis Río Colorado es uno de los setenta y dos municipios en que se encuentra dividido el estado de Sonora, en el noroeste de México. Se ubica en el extremo noroeste del estado, limitando al norte con Estados Unidos. Su cabecera es la ciudad de San Luis Río Colorado.

## Geografía

### Ubicación
El municipio de San Luis Río Colorado se encuentra ubicado en el noroeste de Sonora, se localiza entre los paralelos 32°30 de latitid norte y en los meridianos 114°46 de longitud oeste; la altitud media es de 27 m s. n. m.

#### Límites
El municipio de San Luis Río Colorado se encuentra delimitado: al norte con el estado de Arizona (Estados Unidos); al este con el municipio de Puerto Peñasco; al sur con el mar de Cortés (golfo de California); y al oeste con el municipio de Mexicali, Baja California.

### Extensión
El municipio tiene una extensión territorial de 8910.3 km², lo que representa el 4.54 % de Sonora y el 0.43 % de México.

### Clima
El clima del municipio de San Luis Río Colorado es seco y muy cálido, con una temperatura media anual de 22.8, y una precipitación media anual de 27.4 milímetros.

## Demografía
De acuerdo con el Censo de Población y Vivienda realizado en marzo de 2020 por el Instituto Nacional de Estadística y Geografía (INEGI), en el municipio de San Luis Río Colorado había un total de 199 021 habitantes.
En 2020 había un total de 59 692 viviendas particulares habitadas. El número de personas de 5 años y más que hablaba una lengua indígena en 2020 era de 923.
El grado promedio de escolaridad en el municipio de San Luis Río Colorado es de 9.5 años.

### Localidades
Las principales localidades en 2020 y su población son las siguientes:
| Localidad                        | Población |
| -------------------------------- | --------- |
| San Luis Río Colorado            | 176 685   |
| Ingeniero Luis B. Sánchez        | 5 970     |
| Golfo de Santa Clara             | 4 618     |
| Islita                           | 2 332     |
| Nuevo Michoacán (Estación Riíto) | 1 413     |
| Lagunitas                        | 1 217     |